# Limbo (película de 2021)
Limbo es una película de suspenso y acción de Hong Kong dirigida por Cheang Pou-soi y protagonizada por Gordon Lam, Cya Liu, Mason Lee y Hiroyuki Ikeuchi. La película está basada en la novela Wisdom Tooth del novelista chino Lei Mi.
La película tuvo su estreno mundial en el 71° Festival Internacional de Cine de Berlín el 1 de marzo de 2021, y se estrenará en Hong Kong a finales de año.

## Argumento
El oficial de policía novato Yam Hoi (Mason Lee) es un recién graduado de la academia de policía. Debido a una ola de asesinatos en serie, Hoi se asocia con el hermano Chin (Gordon Lam), quien recientemente fue reintegrado a la fuerza. Sin embargo, el dúo no puede resolver los casos y, por ello, provoca una serie de incidentes. Más tarde, Chin se reencuentra con un niño de la calle, Wong To (Cya Liu), quien causó la muerte de su esposa e hija, y su ira lo hace perder el control. Hoi pierde torpemente su pistola, que es encontrada por el asesino en serie. Con el asesino al acecho en la ciudad, la crisis se acerca.

## Reparto
- Gordon Lam como Brother Cham (斬哥)
- Cya Liu como Wong To (王桃)
- Mason Lee como Yam Hoi (任凱)
- Hiroyuki Ikeuchi
- Fish Liew
- Sammy Sum
- Hanna Chan
- Kumer
- Sahil Iqbal

## Producción
La fotografía principal de Limbo comenzó en septiembre de 2017 en Hong Kong, siendo To Kwa Wan y Kwun Tong los principales lugares de rodaje, ya que muchos edificios antiguos se encuentran en estos distritos de la ciudad.
El 2 de octubre de 2017, tuvo lugar el rodaje de una escena de pelea entre los actores Gordon Lam e Hiroyuki Ikeuchi en una azotea en Kwun Tong. Tanto Lam como Ikeuchi perdieron 8 libras y 30 libras de peso respectivamente para sus papeles en la película. El 8 de octubre de 2017, que también fue el cumpleaños de Lam, se filmó en Kowloon Bay una escena en la que Lam atravesaba un vertedero de basura en busca de pruebas.

## Lanzamiento
Limbo tuvo su estreno mundial en el 71° Festival Internacional de Cine de Berlín, que se celebró virtualmente del 1 al 5 de marzo de 2021. La película se mostró más tarde en competencia en el 23° Festival de Cine del Lejano Oriente del 25 al 26 de junio de 2021, donde ganó el premio Purple Mulberry.

## Críticas
Lee Marshall de Screen Daily elogia la "visión distópica de una metrópoli asiática en medio de una crisis de identidad política y social" del director Cheang Pou-soi como el "rasgo más sorprendente" de la película. Jessica Kiang de Variety elogia las secuencias de acción bien coreografiadas de la película que complementan el deslumbrante trabajo de cámara de Cheng Siu-Keung.

### Reconocimientos
| Año  | Premio                                   | Categoría                       | Destinatario(s) | Resultado | Ref.   |
| ---- | ---------------------------------------- | ------------------------------- | --------------- | --------- | ------ |
| 2021 | 23° Festival de Cine del Extremo Oriente | Premio MYmovies Purple Mulberry | Limbo           | Ganador   | [ 12 ] |